# جيم لاركن
جيم لاركن (بالإنجليزية: Jim Larkin)‏ هو لاعب كرة قدم أمريكية أمريكي، ولد في 7 فبراير 1939.